# June Elvidge
June Elvidge  (30 juin 1893 - 1er mai 1965) est une actrice américaine du cinéma muet.

## Filmographie partielle
- 1915 : Insouciance (A Butterfly on the Wheel) de Maurice Tourneur
- 1917 : A Girl's Folly de Maurice Tourneur
- 1917 : La Casaque verte (The Whip) de Maurice Tourneur
- 1917 : Rasputin, the Black Monk d'Arthur Ashley
- 1919 : L'Affaire Buckley (Almost Married) de Charles Swickard
- 1919 : Three Green Eyes (en)
- 1919 : The Social Pirate (en)
- 1919 : Love and the Woman de Tefft Johnson
- 1922 : Régina (Beauty's Worth) de Robert G. Vignola
- 1922 : Le Bac tragique (Quincy Adams Sawyer) de Clarence G. Badger
- 1922 : Le Droit d'aimer (Beyond the Rocks) de Sam Wood
- 1922 : The Woman Conquers de Tom Forman
- 1922 : The Man Who Saw Tomorrow d'Alfred E. Green
- 1923 : Le Rayon mortel (The Eleventh Hour) de Bernard J. Durning
- 1923 : The Prisoner de Jack Conway